# Borgfors, Piteå kommun
Borgfors är en by i Piteå kommun på Piteälvens västra sida strax söder om Sikfors. Här mynnar Borgforsälven ut i Piteälven.